# リゲティ・ジェルジュ
リゲティ・ジェルジュ・シャーンドル（Ligeti György Sándor [ˈligɛti ˌɟørɟ ˌʃɑ̈ːndor]、1923年5月28日 - 2006年6月12日）は、ハンガリー系オーストリア人の現代音楽作曲家。クラシック音楽で実験的な作品を多く残した。スタンリー・キューブリック監督は映画『2001年宇宙の旅』、『シャイニング』、『アイズ ワイド シャット』などでリゲティの音楽を使用したため、その音楽はクラシック音楽を越えて広く知られる。ジェルジ・リゲティとも表記されることが多い。

## 概要

### ハンガリー時代

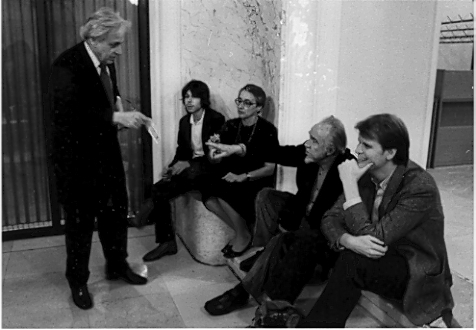
ISCM世界音楽の日々（1982年）にて
左より順にリゲティ、息子のルーカス・リゲティ、リゲティ夫人、コンロン・ナンカロウ、マイケル・ドアティ

ルーマニア王国トランシルヴァニア中南部のディチェーセントマールトン（今はトゥルナヴェニと改称）にて、ユダヤ系ハンガリー人の家に生まれた。リゲティ本人の弁によると、少年時代のリゲティは有機化学と数学に熱中し、1941年にコロジュヴァール（今のクルジュ＝ナポカ、第二次ウィーン裁定の結果ハンガリー領になっていた）の大学に合格したが、当時のハンガリーにはユダヤ人に対する入学許可人数制限があったため、入学が許されず、かわりに同地の音楽院に入学した。1941年から1943年まで、コロジュヴァールの音楽院で作曲をファルカシュ・フェレンツに学んだ。
第二次世界大戦の折には、家族はバラバラに強制収容所に入れられ、父はアウシュヴィッツ＝ビルケナウ強制収容所で、弟はマウトハウゼン強制収容所で命を落とした。
終戦後リゲティは、ブダペストのリスト・フェレンツ音楽大学でコダーイ・ゾルターンやカドシャ・パール、ヴェレシュ・シャーンドル、ファルカシュ・フェレンツらのもとで音楽を学び、1950年から1956年までは同大学で和声と対位法を教えた。当時のハンガリーには戦後の西側の実験的な音楽については何の情報もはいってこなかった。リゲティは社会主義リアリズムからは距離を置き、民謡とハンガリーの古典詩を元に作曲したが、しばしば当局によって演奏が禁止されたため、非公開のまま自分のためだけに作曲するようになった。この時代に書かれた『ムジカ・リチェルカータ』や弦楽四重奏曲第1番「夜の変容」などは亡命後の作品とは傾向が異なるものの、すでにきわめて独創的な音楽だったが、当時のハンガリーでは発表する機会を持たなかった。
当時のリゲティはバルトークの音楽を理想とし、本人の弁によればストラヴィンスキーの影響も受けていた。合唱曲にはコダーイの影響があり、『カプリッチョ』ではヒンデミットの影響があらわれている。

### 亡命後
ハンガリー動乱がソ連軍に鎮圧された1956年末にオーストリアに亡命した。1957年から1959年にかけて西ドイツのケルンの電子音楽スタジオで働いた。このときにそれまで知らなかったウェーベルン、シュトックハウゼン、ブーレーズらの新しい音楽を吸収し、それにブダペスト時代からあたためていたアイディアを発展させて自らの音楽を作曲しはじめた。1959年からはオーストリアのウィーンに住み、1968年に同国の市民権を取得した。
1960年代にはダルムシュタット夏季現代音楽講習会で講義を行い、ストックホルム音楽大学の名誉教授の学位を授かった。1969年から1970年にかけてベルリンのドイツ学術交流会奨学金を受け、1972年には渡米してスタンフォード大学のコンポーザー・イン・レジデンスに就任した。1973年から1989年にかけてハンブルク音楽演劇大学で作曲の教授をつとめ、多くの弟子が輩出した。
リゲティは1960年に『アパリシオン』、翌年に『アトモスフェール』という管弦楽作品を発表し、大きな反響を得た。この当時のリゲティの作品はトーン・クラスターを特徴とし、中でも音のテクスチュアの密度が高いために聞き手が個々の声部を知覚できないものをリゲティは「ミクロ・ポリフォニー」と呼んだ。1960年代はじめには、ある範囲のすべての半音を埋め尽くすような作品を書いていたが、『ルクス・エテルナ』（1966年）以降は全音階的な旋律を複雑に重ねた技法に移行した。トーン・クラスターと並ぶもう一つの技法は、細かい音符を機械仕掛けのように繰り返すものであり、この技法は最初『100台のメトロノームのためのポエム・サンフォニック』に使われたが、『コンティヌウム』以降しばしば用いられるようになった。1970年代にはいると『メロディーエン』やオペラ『ル・グラン・マカブル』のようにより旋律のはっきりした作風に変化した。

### 後期
『ル・グラン・マカブル』の後、一時期ほとんど作品を発表しなくなった。リゲティによるとスケッチはしていたが公表せずに廃棄したという。
1982年の『ヴァイオリン・ホルン・ピアノのためのトリオ』以降、リゲティはさまざまな新しい技法を取り入れるようになった。この作品では特に調律の違いや高次の倍音を利用することによる微細な音程のずれを利用している。また複雑なポリリズムの技術を駆使した作風に変化した。この頃のリゲティはナンカロウを高く評価し、またアフリカの非西洋音楽にも興味を持った。またフラクタルの考え方の導入、ハンガリー民族音楽への回帰なども見られる。この時期の代表的な作品に、最晩年まで書き続けたピアノのための『練習曲』があり、ほかに『ピアノ協奏曲』、『ヴァイオリン協奏曲』、『無伴奏ヴィオラ・ソナタ』、『ハンブルク協奏曲』、キングズ・シンガーズのために書いた『ナンセンス・マドリガル』ほかの歌曲や合唱曲などがあるが、全般に寡作である。
2006年、ウィーンで死去した。
リゲティは晩年新しい弦楽四重奏曲やルイス・キャロルによるオペラの作曲について語っていたが、これらが完成することはなかった。リゲティの門人のひとりである陳銀淑は2007年に『不思議の国のアリス』のオペラを初演した。

## 家庭
リゲティは1949年にクルジュ＝ナポカ出身のユダヤ系ドイツ人ブリギッテ・レーヴ(Brigitte Löw)と結婚したが、1952年に離婚した。1954年にブダペスト出身のユダヤ系ハンガリー人精神分析学者ヴェラ・シュピッツ (de:Vera Ligeti) と再婚した。ハンガリー動乱のときに夫妻はともにオーストリアに亡命した。1965年にルーカス・リゲティがふたりの間に生まれた。
リトアニア系ドイツ人の舞台美術家で、『ル・グラン・マカーブル』の美術と衣装を担当したアリウテ・メチース (de:Aliute Mecys) は、長年（メチースの証言によると22年間）リゲティと恋愛関係にあった。

## 作品

### オペラ
- ル・グラン・マカブル(1977年)

### 管弦楽曲
- アパリシオン(1959年)
- アトモスフェール(1961年)
- ロンターノ(1967年)
- 13人の器楽奏者のための室内協奏曲(1970年)
- メロディーエン(1971年)
- サンフランシスコ・ポリフォニー(1974年)

### 協奏曲
- チェロ協奏曲(1969年)
- フルートとオーボエのための協奏曲(1972年)
- ピアノ協奏曲 (1985-88年)
- ヴァイオリン協奏曲 (1992年)
- ハンブルク協奏曲(1999年)

### 室内楽曲
- 無伴奏チェロソナタ(1968年)
- 木管五重奏のための6つのバガテル(1953年)
- 弦楽四重奏曲第1番(1953-54年)
- 弦楽四重奏曲第2番(1968年)
- 木管五重奏のための10の小品(1968年)
- ヴァイオリン、ホルン、ピアノのための三重奏曲(1982年)
- 無伴奏ヴィオラソナタ(1991–94年)

### 声楽曲
- ルクス・エテルナ(1966年)
- アヴァンチュール(1962年)
- レクイエム(1965年)
- 夏(1989年)

### 電子音楽
- グリッサンディ(1957年)
- アルティクラツィオーン(1958年)

### ピアノ曲
- ムジカ・リチェルカータ(1953年)
- ピアノのための練習曲
  - ピアノのための練習曲 第一巻(1985年)
  - ピアノのための練習曲 第二巻(1988-94年)
  - ピアノのための練習曲 第三巻(1995-2001年)

### その他
- ポエム・サンフォニック - 100台の機械式メトロノームのための。
- ヴォルーミナ(1961/62)モダン・オルガン独奏
- コンティヌウム(1968年)モダン・チェンバロ独奏

## 著作
リゲティは、ヘルベルト・アイメルトとカールハインツ・シュトックハウゼンによって編集される現代音楽の雑誌『ディー・ライエ』 (Die Reihe) 上にいくつかの音楽理論に関する論文を発表した。とくに1958年にはピエール・ブーレーズの『ストルクチュールIa』を詳細に分析した有名な論文(Pierre Boulez: Entscheidung und Automatik in der Structure Ia)を発表し、いっぽう1960年の「音楽形式の変容」(Wandlungen der musikalischen Form)においてはセリエル音楽の発展の跡をたどってトータル・セリエリズムでは点としての音楽構造を仮定していたが、まもなく点の部分は重要ではなくなり、統計的・面的(Statistisch-Feldmäßig)に変化したとする:274-275。

## 受賞歴
- 1985年 アルチュール・オネゲル賞
- 1986年 グロマイヤー賞 作曲部門
- 1988年 芸術文化勲章コマンドゥール
- 1988年 モナコ大公基金作曲賞
- 1991年 バルザン賞
- 1991年 高松宮殿下記念世界文化賞
- 1993年 エルンスト・フォン・ジーメンス音楽賞
- 1995年/1996年 ウルフ賞芸術部門
- 1995年 ショック賞
- 1996年 ユネスコ国際音楽評議会(IMC)音楽賞
- 1997年 ルーマニア・アカデミーの名誉会員
- 1998年 芸術アカデミー外国人会員
- 2000年 シベリウス賞
- 2001年 京都賞思想・芸術部門
- 2003年 ハンブルク市議会芸術・科学メダル
- 2003年 テオドール・アドルノ賞
- 2004年 ポーラー音楽賞（スウェーデン王立音楽アカデミー）